# Skua Point
Der Skua Point (englisch für Raubmöwenspitze) ist eine Landspitze an der Nordküste Südgeorgiens. Auf der Ostseite der Barff-Halbinsel liegt sie zwischen dem Rookery Point und dem Long Point.
Wissenschaftler der britischen Discovery Investigations kartierten und benannten sie 1929. Namensgeber ist der Subantarktikskua (Stercorarius antarcticus). Der Name der Landspitze ist erstmals auf einer Seekarte der britischen Admiralität aus dem Jahr 1930 verzeichnet.